# Maison Mertens
 (novembre 2024).
Pour les articles homonymes, voir Mertens.
La Maison Mertens est un bâtiment historique situé sur la perspective Nevski à Saint-Pétersbourg : une maison de commerce dont le style illustre le mouvement original de l'Art Nouveau-Classiciste dans l'architecture Art Nouveau russe.

## Description

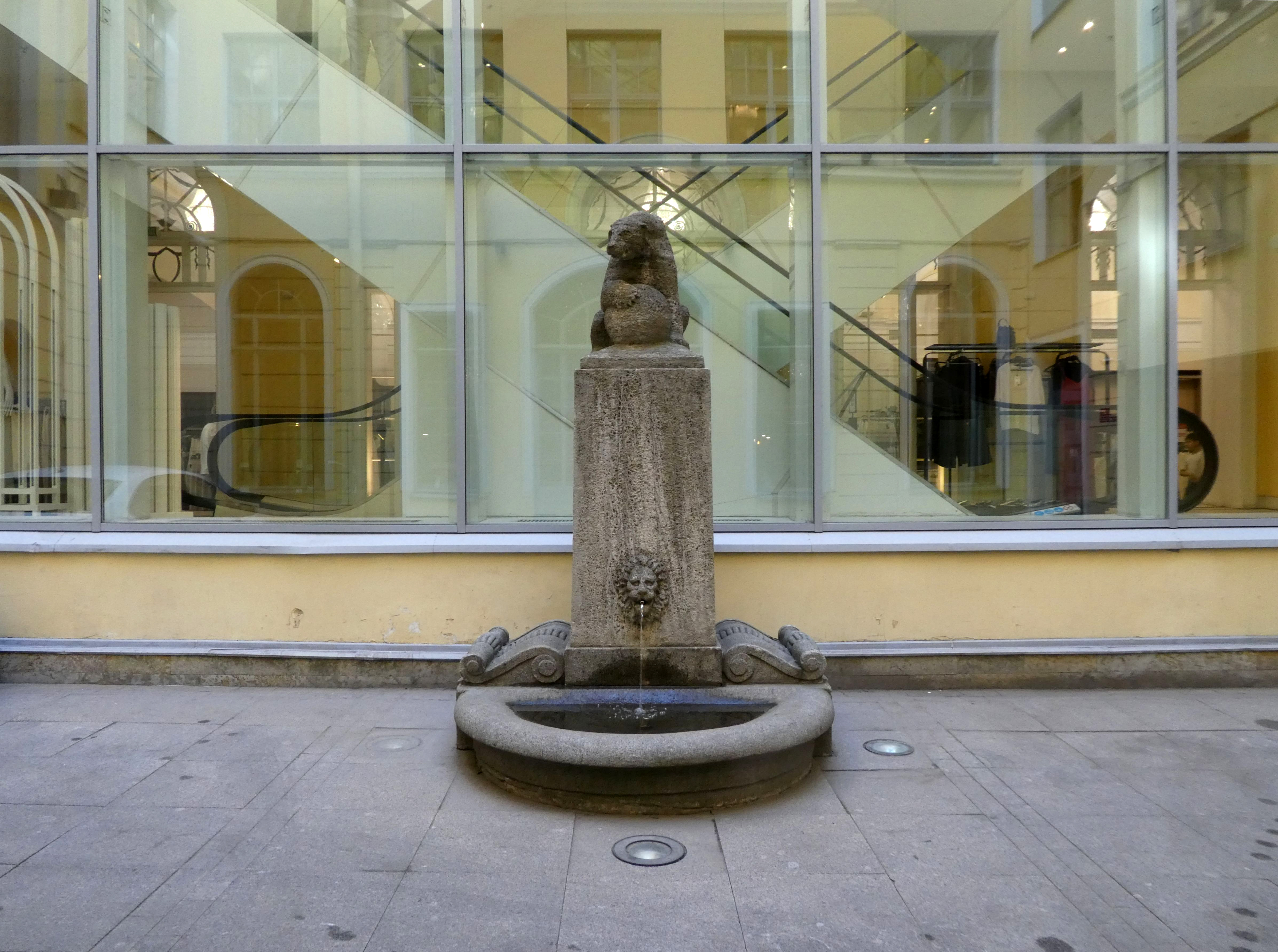
Fontaine avec une sculpture d'ours en pierre calcaire, installée dans la cour du bâtiment

La façade avant est conçue selon des techniques néoclassiques sous la forme d'une arcade de trois arcs en plein cintre reposant sur des demi-colonnes et des pilastres avec des chapiteaux : les ouvertures des arcs sont vitrées sur toute la hauteur de la façade.
La façade évoque plusieurs associations historiques. Elle rappelle les anciennes loggias italiennes, notamment la Loggia des Lanzi de Florence. Les arcades ont été l'une des formules de la Renaissance et du maniérisme italiens. Parallèlement, Lyalevich pouvait également s'appuyer sur de nombreux exemples d'arcades à trois travées dans l'architecture néo-Renaissance du XIXe siècle.
Le bâtiment dispose d'un ascenseur. Le mécanisme actuel a été fabriqué par Stein en 2007, comme en témoigne une pancarte à l'intérieur de la cabine d'ascenseur.

## Histoire
Le premier bâtiment sur ce site a été construit dans les années 1740. Le terrain appartenait alors au marchand Serebryakov.
En 1911-1912, la maison existante fut démolie et, selon le projet de l'architecte Mikhaïl  Lyalevich, une maison de commerce fut érigée pour l'entreprise de produits en fourrure Mertens, qui abritait un magasin, des ateliers et locaux de travail.
Lors de la conception du bâtiment, des solutions techniques et artistiques nouvelles ont été utilisées : une structure porteuse monolithique en béton armé et trois arcs vitrés décorant sa façade monumentale. Les vitrines voûtées étaient les plus grandes de la ville, comparables uniquement aux arcs vitrés du hall de la gare de Vitebsk. Les larges cloisons entre les fenêtres du cinquième étage sont décorées de bucranes sculpturaux, de guirlandes et de panneaux ornementaux. Dans la cour du bâtiment se trouve une fontaine en pierre calcaire avec une figure d'ours polaire - l'emblème de la maison de commerce Mertens.
En 1944, la première Maison des mannequins de Leningrad a été ouverte dans le bâtiment.
En 2008, le bâtiment a été restauré et loué : le magasin phare de Zara a ouvert ses portes à Saint-Pétersbourg. Après qu'Inditex ait quitté le marché russe en 2022, le bâtiment est resté un an avec un magasin fermé. En avril 2023, les enseignes Zara ont été retirées de la façade et un magasin Maag a ouvert sur place. Le bâtiment abrite également des agences de voyages, un restaurant et d'autres institutions.